# Kamuzu Barracks FC
El Kamuzu Barracks Football Club és un club de Malawi de futbol de la ciutat de Lilongwe. És l'equip de l'exèrcit nacional (Malawi Defence Force).

## Palmarès
- Lliga malawiana de futbol:[3]

2016
- Copa malawiana de futbol:[4]

2017
- Copa Carlsberg de Malawi:[4]

2013
- Central Region Football League

2011-12